# آقوش البرلي
آقوش البرلي أو آقوش البرنلي (توفي 1269/70 م) كان أميرًا مملوكيًا أسس لفترة وجيزة حكمًا مستقلًا في شمال الشام في عام 1261 وأعلن خليفة عباسي.
كان آقوش قائدًا للمماليك العزيزية في جيش السلطان قطز، الذي هزم المغول في معركة عين جالوت (أيلول 1260) وأخضع الشام لاحقًا. ومثل معظم القادة في سوريا، اعترف باغتصاب بيبرس في تشرين الأول 1260 ورفض انتفاضة سنجر الحلبي في دمشق. وفي كانون الأول 1260، غزا المغول الشام مرة أخرى، لكن تحالفًا من أمراء حمص وحماة هزمهم في معركة بالقرب من حمص. وفي آذار 1261، وصلت أوامر اعتقال صادرة عن السلطان إلى دمشق بحق العديد من قادة القوات، بمن فيهم آقوش البرلي. ومن المحتمل أن تكون هذه الأوامر مرتبطة بثورة القوات في مصر التي أخمدها السلطان قبل بضعة أسابيع.
قبل أن يُقبض عليه، فرّ آقوش إلى حلب، التي أخلاها المغول منذ ذلك الحين. وهناك عيّن نفسه حاكمًا تعسفيًا باسم السلطان بيبرس، دون أن يُصرّح له بذلك من ممثليه في دمشق. ثم طلب من بيبرس عدة مرات الاعتراف بأثر رجعي بالمنصب الذي اغتصبه. وبما أنه لم يُمنح، فقد حكم حلب فعليًا بشكل مستقل. ولمنح نفسه شرعية إضافية، أعلن في يونيو/حزيران الحاكم الأول العباسي خليفةً، خلفًا لخلافة بغداد، التي انهارت عام 1258 م. وفي المقابل، عيّن السلطان خليفته في القاهرة، المستنصر الثاني.
في الأشهر التالية، صمد آقوش البرلي، رغم اضطراره لاستعادة حلب من أنصار السلطان ثلاث مرات. ونجح في تطهير منطقة الجزيرة من جحافل المغول. في تشرين الأول 1261، دخل السلطان بيبرس دمشق بنفسه وشرع في إخضاع الشام لسيطرته. ورغم سقوط خليفة بيبرس بيد المغول على نهر الفرات في تشرين الثاني التالي، لم يعد آقوش قادرًا على الصمود أمام التفوق العسكري للسلطان. وفي مطلع عام 1262، استسلم تمامًا للسلطان، الذي سامحه وأعاده إلى سلك الضباط المماليك. وفي هذه الأثناء، أُجبر على التخلي عن خليفته العباسي.
في ربيع عام ١٢٦٢ م، عاد آقوش البرلي إلى مصر مع بيبرس. لكن في العام نفسه، وبعد كشف مؤامرة دبرها عدد من القادة، فقد حظوته لدى السلطان مجددًا، فسجنه. لم يُفرج عن آقوش إلا بعد وفاته حوالي عام ١٢٦٩/١٢٧٠. وكان خليفته، الذي نُصِّب في حلب، قد نال اعتراف بيبرس في تشرين الثاني ١٢٦٢، مُؤسِّسًا بذلك الخلافة العباسية الظلية في القاهرة.

## الأدب
- ستيفان هايدمان: الخلافة الحلبية (1261م): من نهاية الخلافة في بغداد عبر حلب إلى الترميمات في القاهرة ، في: التاريخ والحضارة الإسلامية ، المجلد 6 (بريل، 1994)